# Cinclosome marron
Cinclosoma castanotum
Espèce
Statut de conservation UICN

 LC  : Préoccupation mineure

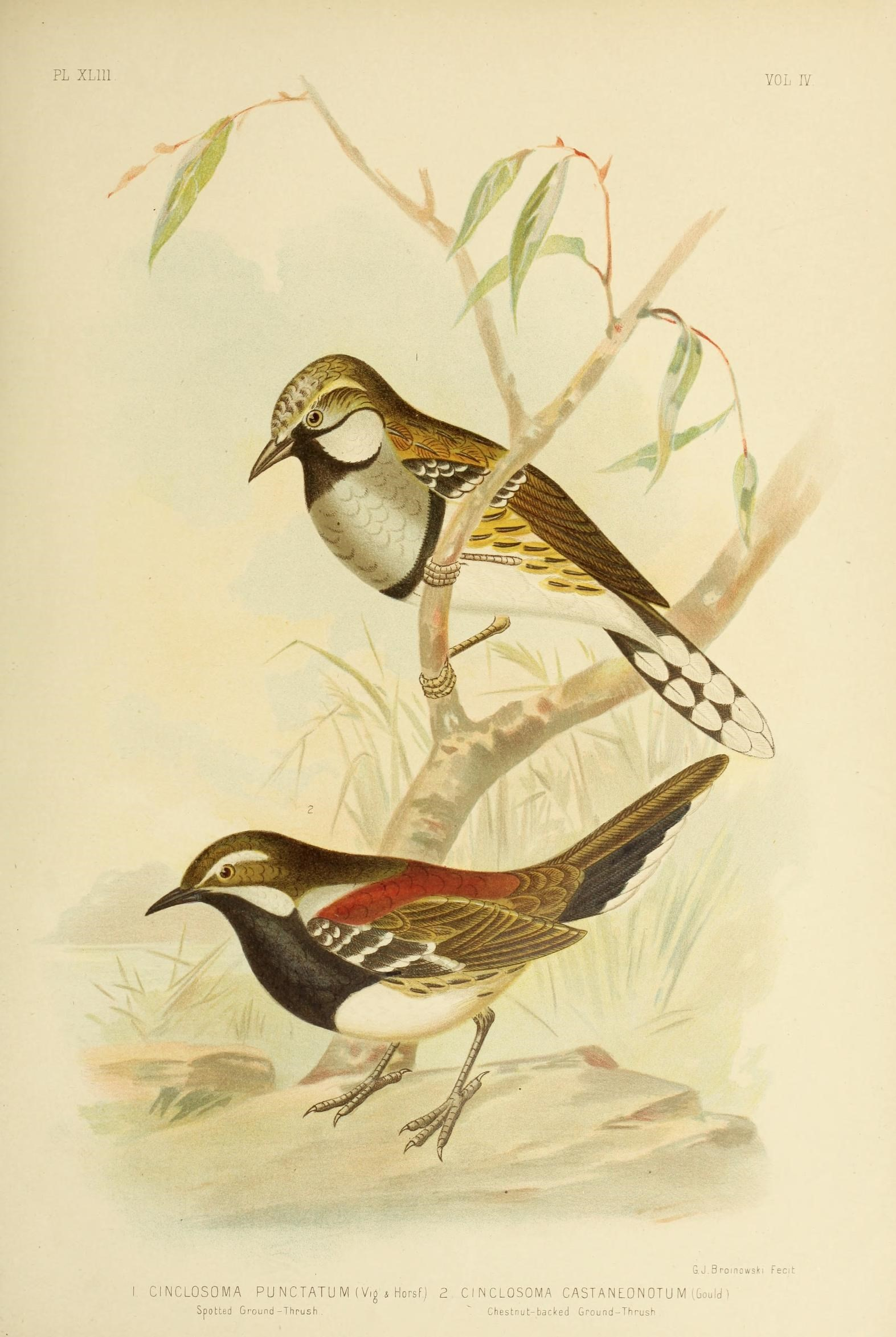
Cinclosoma castanotum illustration pour Gracius J. Broinowski publiée dans Birds of Australia dans 1890.

Le Cinclosome marron (Cinclosoma castanotum) est une espèce de oiseaux de l'ordre des Passeriformes.
Il est répandu à travers le sud-est de l'Australie.